# Кастел Сан Винченцо
Кастѐл Сан Винчѐнцо (на италиански: Castel San Vincenzo) е село и община в Централна Италия, провинция Изерния, регион Молизе. Разположено е на 749 m надморска височина. Населението на общината е 561 души (към 2010 г.).